# 北條氏
北條氏是日本鎌倉幕府的執權（實質為幕府的最高執行人），伊豆國的武家，自稱出自平高望。自從協助源賴朝消滅平氏政權後，開始在幕府獲得賴朝重用，自第二代北條義時執權起，便掌握了鎌倉幕府的實權，之後歷代以不同的手法使幕府將軍下台，其後更使親本成為了將軍。第八代執權北條時宗曾抵禦蒙元入侵。第九代執權北條貞時在平禪門之亂消滅了內管领平賴綱（他是时宗心腹）。
在第16代執權北條守時時期足利尊氏和新田義貞舉兵反叛，鎌倉被攻陷，北條一族千餘人於東勝寺內舉族自焚。
北條氏餘黨試圖在日本各地再次起兵，但均以失敗告終。北條氏的支族橫井氏歸順南朝，其著名的後代有幕末熊本藩的藩士橫井小楠。

## 歷史名人
- 北條時政（1138年－1215年2月16日，平安時代末期及鎌倉時代早期武將。伊豆國當地豪族北條時方或北條時家之子。源賴朝岳父。鎌倉幕府初代執權、得宗家初代。）
- 北条宗時（北條時政長子）
- 北条政子（北條時政長女、源頼朝之御台所）
- 北条義時（北條時政次子。鎌倉幕府2代執權、得宗家2代。）
- 北条時房（北條時政三子。大佛氏・佐介氏之祖）
- 北条政範（北條時政四子）
- 北条時定（北條時政甥兒）
- 北条泰時（北條義時長子。鎌倉幕府3代執權、得宗家3代）
- 北条朝時（北條義時次子。名越氏之祖）
- 北条重時（北條義時三子。極樂寺氏之祖）
- 北条政村（北條義時四子。鎌倉幕府7代執權）
- 北条實泰（北條義時五子。金澤氏の祖）
- 北条時氏（北條泰時長子。得宗家4代）
- 北条經時（北條時氏長子。鎌倉幕府4代執權、得宗家5代）
- 北条時賴（北條時氏次子。鎌倉幕府5代執權、得宗家6代）
- 北条長時（北條重時長子。鎌倉幕府6代執權。赤橋氏之祖）
- 北条時茂（北條重時次子）
- 北条業時（北條重時三子）
- 北条實時（北條實泰長子）
- 北条時輔（北條時賴長子）
- 北条時宗（北條時賴次子。鎌倉幕府8代執權、得宗家7代）
- 北条宗政（北條時賴三子）
- 北条義宗（北條長時長子）
- 北条顯時（北條實時長子）
- 北条貞時（北條時宗長子。鎌倉幕府9代執權、得宗家8代）
- 北条師時（北條宗政之子。鎌倉幕府10代執權）
- 北条朝直（北條時房四子）
- 北条宣時（北條朝直之子）
- 北条宗宣（北條宣時長子。鎌倉幕府11代執權）
- 北条時村 (政村流)（北條政村之子）
- 北条為時（北條時村之子）
- 北条熙時（北條為時長子。鎌倉幕府12代執權）
- 北条時兼（北條業時長子）
- 北条基時（北條時兼長子。鎌倉幕府13代執權）
- 北条高時（北條貞時三子。鎌倉幕府14代執權、得宗家末代）
- 北条貞顯（北條顯時四子。鎌倉幕府15代執權）
- 北条久時（北條義宗長子）
- 北条守時（北條久時長子。鎌倉幕府末代執權）
- 赤橋登子（北條久時之女、足利尊氏之御台所）
- 北條貞將（北條貞顯嫡子）
- 北条仲時（北條基時之子）
- 北条邦時（北條高時長子）
- 北条時行（北條高時次子）
- 北条治時（北條高時養子）

## 相關史跡
- 北條氏邸・圓成寺跡（日语：北条氏邸・円成寺跡）
- 北條執權邸舊蹟（页面存档备份，存于）
- 覺園寺（日语：覚園寺）
- 願成就院（日语：願成就院）
- 東勝寺（日语：東勝寺 (鎌倉市)）
- 圓覺寺
- 東慶寺
- 最明寺（日语：最明寺）
- 功山寺
- 常樂寺（日语：常楽寺 (鎌倉市)）
- 成就院（日语：成就院 (鎌倉市)）
- 和賀江嶋（日语：和賀江嶋）
- 朝夷奈切通（日语：朝夷奈切通）
- 青梅聖天庚申塔
- 巨福呂坂（日语：巨福呂坂）
- 宇都宮辻子幕府（日语：宇都宮辻子）
- 若宮大路幕府（日语：若宮大路幕府）
- 光明寺
- 蓮華寺跡
- 北條時賴廟
- 建長寺
- 極樂寺
- 淨光明寺
- 北条氏常盤亭跡（日语：北条氏常盤亭跡）
- 妙本寺
- 淨智寺
- 寶戒寺（日语：宝戒寺）
- 壽福寺
- 安養院